# Tepuihyla galani
La rana tepuyana de Galán (Tepuihyla galani) es una especie de anfibio anuro descrita en 1992.
Habita en Venezuela y posiblemente en Guayana, en zonas de arbustivas húmedas, asociadas a ríos, pantanos y marismas a gran altitud.
Su nombre genérico deriva de una composición de Tepuy, una peculiar formación geológica de las selvas sudamericanas e Hyla, un género de ranas arborícolas. El nombre específico, galani, se refiere al herpetólogo español Pedro Galán Regalado (1955).